# Amotosaurus rotfeldensis
L'amotosauro (Amotosaurus rotfeldensis) è un rettile estinto, appartenente ai protorosauri. Visse tra la fine del Triassico inferiore e l'inizio del Triassico medio (Olenekiano - Anisico, circa 246-240 milioni di anni fa) e i suoi resti fossili sono stati ritrovati in Germania e nei Paesi Bassi. 

## Descrizione
Questo rettile aveva un aspetto molto simile a quello del ben più noto Tanystropheus. Come quest'ultimo, infatti, possedeva un collo eccezionalmente allungato e formato da una serie di vertebre cervicali sottili e allungatissime. Al contrario di Tanystropheus, però, Amotosaurus possedeva solo otto vertebre cervicali (e non 12) e le dimensioni complessive erano minori: si stima che un esemplare adulto raggiungesse la lunghezza di 2 - 3 metri, e che il collo potesse arrivare a circa 70 centimetri (in proporzione più corto, quindi, di quello di Tanystropheus). Rispetto a Tanystropheus vi erano altre differenze: il palato era dotato di piccoli denti arrotondati e la seconda costola sacrale è biforcata. In generale, comunque, l'aspetto doveva ricordare quello di un piccolo Tanystropheus dal collo meno allungato.

## Classificazione
I fossili di questo animale sono stati ritrovati nella Foresta Nera e furono inizialmente attribuiti alla specie Tanystropheus antiquus. Solo in seguito una ridescrizione dei resti permise l'istituzione di un nuovo genere e una nuova specie, Amotosaurus rotfeldensis, basandosi sulla comparazione di questi fossili con l'olotipo di Tanystropheus antiquus. Altri resti (principalmente vertebre) sono stati ritrovati nella cava di Winterswijk, nei Paesi Bassi. Amotosaurus è considerato un rappresentante dei protorosauri, un gruppo di rettili dal collo allungato inizialmente ritenuti stretti parenti delle lucertole, ma attualmente considerati più vicini agli arcosauri. Amotosaurus occupa una posizione evolutivamente intermedia tra Macrocnemus e Tanystropheus.

## Paleobiologia
Come Tanystropheus, Amotosaurus è considerato un rettile acquatico che probabilmente trascorreva la maggior parte della sua vita in acque costiere e poco profonde, predando piccoli pesci, crostacei e molluschi dal guscio sottile. 